# 기억의 증명
기억의 증명은 한중일 3개국 연기자들이 다 나오는 2차 대전을 소재로 한 드라마이다. 이 드라마는 2차대전 말기 일본 요코하마 군수공장 건설현장에 동원된 중국인 포로들이 일본군에게 무자비하게 진압당하는 숨겨진 역사를 다뤘다. 일본과의 외교적 파장을 고려해 제작후 1년 여간의 검열을 거친 후 방송됐고, 방송되자마자 동시간대 시청률 1위를 기록하면서 큰 반향을 일으켰다. 당시, 현지 언론은 "일본의 중국 침략사를 잘 보여줬다"고 극찬했다. 최근 <찬란한 유산>의 인기와 더불어 배수빈의 데뷔작으로 주목받고 있다.

## 등장 인물

### 과거편
- 배수빈 : 소한생 (蕭漢生) (청년) 역 (팔로군 단장. 공산당 포로의 대표)
- 던혁굉 (段奕宏): 주상문 (周尚文) 역 (대령. 국민당 포로의 대표)
- 이광결 (李光洁): 하명원 (夏明遠) 역 (소한생의 친구)
- 야노 코지 (矢野浩二): 오카다 (岡田)(청년) 역 (중령. 고바야시의 상관에 수용소의 책임자)
- 무토 미유키 (武藤美幸): 미야자키 미에코 (宮崎美恵子) (청년) 역

### 현재편
- 람천야 (蓝天野) : 소한생 (노년) 역 (사유리를 만나, 과거를 재현)
- 아베 츠요시 (阿部力) : 소억 (萧憶) 역 (한생의 손자)
- 오야마다 사유리 (小山田サユリ) : 아오야마 사유리 (青山小百合) 역 (쓰허위안을 촬영하고 있던 일본인 여성)
- 야노 코지 : 아오야마 요헤이 (青山洋平) 역 (사유리의 오빠 의원)
- 가와베 큐조 (川辺久造) : 오카다 (노년) 역
- 유미 케이코 (弓恵子) : 미야자키 미에코 (노년) 역

## 참조문헌
1. ↑  “第2次大戦ドラマ「記憶の証明」、12月に放送へ | --人民網日文版--2004.11.25”. 2005년 9월 9일에 원본 문서에서 보존된 문서. 2014년 1월 5일에 확인함.